# Cyclosorus sophoroides
Cyclosorus sophoroides là một loài dương xỉ trong họ Thelypteridaceae. Loài này được Tardieu mô tả khoa học đầu tiên năm 1838.
Danh pháp khoa học của loài này chưa được làm sáng tỏ. 